# Dwight Davis Memorial Tennis Center
Il Dwight Davis Memorial Tennis Center è un complesso pubblico per il tennis a Forest Park, St. Louis, Missouri. Ha 19 campi illuminati, compreso uno Stadium Court con posti per 1100 spettatori. Vi giocano le partite casalinghe i St. Louis Aces.
È intitolato a Dwight F. Davis, politico di St. Louis che ha dato il proprio nome anche alla Davis Cup.
Il luogo è uno dei numerosi siti di St. Louis che compaiono nel libro di foto d'archivio titolato "Forest Park: The Jewel of St. Louis", pubblicato da St. Louis Post-Dispatch Books.